# 颱風玲玲 (2019年)
颱風玲玲（英語：Typhoon Lingling，國際編號：1913，聯合颱風警報中心：WP152019，菲律賓大氣地球物理和天文服務管理局：Liwayway）是2019年太平洋颱風季第13個被命名的熱帶氣旋。「玲玲」一名是由香港提供，是一個頗為普遍的少女暱稱。
玲玲也是有紀錄以來第一個登陸朝鮮且達到颱風級別的熱帶氣旋。

## 發展過程
8月31日，一個低壓區在菲律賓東南方形成，美國海軍研究實驗室給予擾動編號92W。下午2時，日本氣象廳將其升為熱帶性低氣壓。
9月1日凌晨2時30分，聯合颱風警報中心對其發布熱帶氣旋形成警報。
9月1日下午8時，日本氣象廳對其發布烈風警報。同時，台灣中央氣象局將其升格為熱帶性低氣壓，給予編號19，並對其發布路徑預測。
9月2日上午8時，中國國家氣象中心率先將其升格為熱帶風暴，不久後，日本氣象廳將其升格為熱帶風暴，給予國際編號1913，並命名為「玲玲」。上午10時，聯合颱風警報中心將其升格為熱帶性低氣壓，給予熱帶氣旋編號15W。下午8時，香港天文台將其升格為熱帶風暴。
9月3日下午8時，中國國家氣象中心、聯合颱風警報中心、香港天文台將其升格為颱風。晚間11時，菲律賓大氣地球物理和天文服務管理局將其升格為颱風。
9月4日上午6時，日本氣象廳將其升為颱風。下午2時，中央氣象局將其升格為中度颱風。
9月5日凌晨，中國國家氣象中心、香港天文台將其升格為強颱風。上午10時，中國國家氣象中心將其升格為超強颱風。同日下午2時，天文台將其升格為超強颱風。
9月7日下午4時，聯合颱風警報中心對其發布最後警告。不久後，玲玲登陸北韓黃海南道，成為首個以颱風強度登陸北韓的熱帶氣旋。
9月8日上午9時，日本氣象廳認為玲玲已轉化為溫帶氣旋。上午11時，中國國家氣象中心停止對其編號。
其殘餘雲帶跨越換日線。
9月9日，日本氣象廳表示玲玲已經完全消散。

## 影響

### 菲律賓
當地發出之最高颱風警報：一號風暴信號
9月2日下午5時，菲律賓大氣地球物理和天文服務管理局對位於呂宋島的巴丹省發出一號風暴信號。4日上午5時，菲律賓大氣地球物理和天文服務管理局解除一號風暴信號。

### 中國大陸
當地發布之最高熱帶氣旋警告信號： 颱風黃色預警信號

#### 福建
當地發出之最高熱帶氣旋警告信號： 颱風藍色預警信號

#### 上海
當地發出之最高熱帶氣旋警告信號： 颱風藍色預警信號

#### 吉林
當地發出之最高熱帶氣旋警告信號： 颱風藍色預警信號

#### 山東
當地發出之最高熱帶氣旋警告信號： 颱風橙色預警信號

#### 遼寧
當地發出之最高熱帶氣旋警告信號： 颱風橙色預警信號

### 韓國
9月7日，玲玲經過韩国外海，造成最少3人死亡，10人受傷，同時造成16萬戶民宅停電，首爾當地因為強風造成多處招牌掉落，韓國農業與漁業也因此次颱風造成不小的損失。

### 朝鮮
隨著玲玲向朝鮮一帶靠近，朝鮮气象水文局預計其將於7日至8日對朝鮮大部分地區帶來風雨天氣。朝鮮勞動黨中央軍事委員會在9月6日召開緊急擴大會議。金正恩在會議上要求全黨全軍全民動員起來抗擊颱風。据朝鲜国家紧急灾害委员会统计，截至9月8日，台风已致5人死亡，3人受伤；朝鲜全境约210栋民房和15栋公共建筑被完全或部分损坏或被淹；超过46200町步（约合45816.54公顷）的农作物被刮倒或被淹被埋。

## 熱帶氣旋警告使用記錄

### 菲律賓
| 菲律賓大氣地球物理和天文服務管理局 風暴信號 | 菲律賓大氣地球物理和天文服務管理局 風暴信號 | 菲律賓大氣地球物理和天文服務管理局 風暴信號 |
| ------------------------------------------- | ------------------------------------------- | ------------------------------------------- |
| 上一熱帶氣旋                                | 一號風暴信號                                | 下一熱帶氣旋                                |
| 熱帶風暴楊柳                                | 一號風暴信號                                | 颱風米娜                                    |

### 中國大陸
| 国家气象中心 颱風預警信號 | 国家气象中心 颱風預警信號 | 国家气象中心 颱風預警信號 |
| ------------------------- | ------------------------- | ------------------------- |
| 上一熱帶氣旋              | 颱風藍色預警信號          | 下一熱帶氣旋              |
| 強熱帶風暴楊柳            | 颱風藍色預警信號          | 颱風塔巴                  |
| 強熱帶風暴白鹿            | 颱風黃色預警信號          | 颱風米娜                  |

## 外部連結
| 太平洋颱風季             |
| 主題頁 - 專題 - 編輯指南 |

- （日語）日本氣象廳首頁 （页面存档备份，存于）
- （英文）聯合颱風警報中心首頁（页面存档备份，存于）
- （简体中文）中央氣象台首頁
- （繁體中文）中央氣象局首頁（页面存档备份，存于）
- （繁體中文）香港天文台首頁（页面存档备份，存于）
- （繁體中文）澳門地球物理暨氣象局首頁（页面存档备份，存于）
- （英文）菲律賓大氣地球物理和天文管理局 惡劣天氣公告